# Under Rug Swept
Albums de Alanis Morissette
Supposed Former Infatuation Junkie So-Called Chaos
Under Rug Swept est le 5ealbum studio d'Alanis Morissette  sorti en 2002.

## Titres
Musiques composées par Alanis Morissette.

Paroles écrites par Alanis Morissette.
1. "21 Things I Want in a Lover" – 3:28
2. "Narcissus" – 3:38
3. "Hands Clean" – 4:32
4. "Flinch" – 6:03
5. "So Unsexy" – 5:09
6. "Precious Illusions" – 4:11
7. "That Particular Time" – 4:22
8. "A Man" – 4:34
9. "You Owe Me Nothing in Return" – 4:58
10. "Surrendering" – 4:35
11. "Utopia" – 5:00
12. "Sister Blister" – 4:08
13. "Flinch" (live at the Whiskey) – 6:42

### Singles
1. "Hands Clean" (janvier 2002)
2. "Precious Illusions" (mai 2002)
3. "Flinch" (mi 2002)
4. "Surrendering" (septembre 2002)
5. "21 Things I Want in a Lover" (novembre 2002)
6. "Utopîa" (2003)
7. "So Unsexy" (2003)

## Crédits
- Alanis Morissette: Chants & producteur
- Rob Jacobs & Brad Nelson: Enregistrement
- Chris Fogel: mixage (piste 1 à 6; 8 à 11)
- Rob Jacobs: mixage (piste 7)

- Guitares: Alanis Morissette, Nick Lashley, Joel Shearer, Tim Thorney, Dean DeLeo (pistes 1 & 6)
- Claviers: Alanis Morissette, Jamie Muhoberac, Mark Stephens, Richard Davis, Carmen Rizzo
- Basse: Chris Chaney, Tim Thorney, Flea (piste 2), Meshell Ndegeocello (pistes 5 & 9), Eric Avery (piste 6), Chris Bruce (piste 3)
- Batterie & percussions: Gary Novak
- Piano: Mark Stephens, Richard Causon (piste 7)

## Charts et certifications

### Charts

#### Album
| Chart (2002)   | Peak position |
| -------------- | ------------- |
| Canada         | 1             |
| Australie      | 1             |
| Autriche       | 1             |
| Allemagne      | 1             |
| Irlande        | 1             |
| Italie         | 1             |
| Japon (Oricon) | 1             |
| Norvège        | 1             |
| Espagne        | 1             |
| Suisse         | 1             |

| Chart (2002)       | Peak position |
| ------------------ | ------------- |
| U.S. Billboard 200 | 1             |
| France             | 2             |
| Israël             | 2             |
| Pays-Bas           | 2             |
| UK Albums Chart    | 2             |
| Belgique           | 3             |
| Pologne            | 3             |
| Suède              | 3             |
| Nouvelle-Zélande   | 11            |

#### Singles
| Année | Titre                | Chart positions | Chart positions | Chart positions      | Chart positions  | Chart positions   | Chart positions | Chart positions | Chart positions |
| Année | Titre                | CAN             | U.S. Hot 100    | U.S. Hot 100 Airplay | U.S. Modern Rock | U.S. Adult Top 40 | U.S. Top 40/Pop | Royaume-Uni     | AUS             |
| ----- | -------------------- | --------------- | --------------- | -------------------- | ---------------- | ----------------- | --------------- | --------------- | --------------- |
| 2002  | "Hands Clean"        | 1               | 23              | 24                   |                  | 3                 | 19              | 12              | 9               |
| 2002  | "Precious Illusions" | 4               |                 |                      |                  | 16                |                 | 53              | 41              |

### Certifications
| Pays   | Association | Certification | Ventes/Équivalence |
| ------ | ----------- | ------------- | ------------------ |
| France | SNEP        | or            | 100 000            |